# بلغاب
بلغاب، روستایی از توابع بخش مرکزی شهرستان باغ‌ملک در استان خوزستان ایران است.

## جمعیت
این روستا در دهستان قلعه تل قرار دارد و براساس سرشماری مرکز آمار ایران در سال ۱۳۸۵، جمعیت آن ۷۹ نفر (۲۲خانوار) بوده‌است.بلغاب در پنج کیلومتری شرق قلعه تل واقع شده است.اکثریت مردم این روستا از طایفه ی زنگنه، تیره ی عباسوند  و از نوادگان سواری آقا بزرگ می باشند. این روستا  قبل از انقلاب و تا دهه ی هفتاد شمسی، از رونق خوبی برخوردار بود و جمعیتی بالغ بر ۷۰۰ نفر داشت.این روستا مردمانی سختکوش و زحمتکش داشت که شغل آنها کشاورزی و دامداری بود و مثل خیلی از روستاهای دیگر کشور نقش خوبی در تولید محصولات کشاورزی و دامداری داشت. در اواخر دهه ی هفتاد، مهاجرت مردم بلغاب به قلعه تل شدت  یافت و در اواخر دهه ی ۸۰ تقریبا خالی از سکنه شد.  در حال حاضر بسیاری از اهالی روستا با احداث طرح های کشاورزی و دامداری در صدد برگشت به روستا می باشند.